# 26177 Fabiodolfi
26177 Fabiodolfi è un asteroide della fascia principale. Scoperto nel 1996, presenta un'orbita caratterizzata da un semiasse maggiore pari a 2,7279893 UA e da un'eccentricità di 0,1293413, inclinata di 9,09000° rispetto all'eclittica.
L'asteroide è dedicato all'astronomo amatoriale italiano Fabio Dolfi.